# Linares (Hiszpania)
Linares – miasto w południowej Hiszpanii, w andaluzyjskiej prowincji Jaén, centrum górnicze rud srebra i ołowiu. W 2006 r. miasto liczyło ponad 61 tys. mieszkańców.
W 1893 r. w Linares urodził się gitarzysta i twórca dzisiejszej gitary klasycznej Andrés Segovia. W 1947 r. w mieście odbywała się korrida, podczas której śmiertelnie ranny został jeden z najsłynniejszych toreadorów w historii – Manolete. Od 1978 r. w Linares odbywają się turnieje szachowe, w których uczestniczą czołowi szachiści świata.

## Miasta partnerskie
- Tomaszów Mazowiecki
- Linares
- Castres
- Linares